# Patrick Dempsey
Patrick Galen Dempsey (Lewiston, Maine, 1966. január 13. –) amerikai színész és autóversenyző.
Elsősorban A Grace klinika című tévésorozatból, Dr. Derek Shepherd szerepében ismert. Shepherd megformálásáért két Golden Globe- és egy Primetime Emmy-díjra jelölték. Fontosabb filmjei a Mindenütt nő, a Császárok klubja, a Saját szavak, a Bűbáj, A boldogító talán, a Valentin nap és a Transformers 3..

## Gyermekkora
Dempsey a Maine állami Lewistonban született, és az ugyanazon állami Buckfieldben nőtt fel Amanda és William Dempsey harmadik és egyben legfiatalabb gyermekeként. Ír származású. Dempsey a Buckfield High Schoolban és a St. Dominic Regional High Schoolban is tanult. Ügyes zsonglőr volt: egy nemzeti zsonglőrködő versenyen második helyezést ért el. Szintén kiváló síelő volt, középiskolás korában meg is nyert egy Maine állami műlesiklás bajnokságot. Dempsey néhány iskolai évét a Maine állami Turnerben töltötte, ahol a Leavitt Area High Schoolba járt az elsőtől a harmadik évéig.
Dempsey-t tizenkét éves korában diszlexiával diagnosztizálták. Azt nyilatkozta Barbara Walters újságírónak 2008-ban, hogy úgy gondolja, a diszlexia „tette őt azzá, aki." „Olyan perspektívát adott, hogy nem szabad abbahagynom a munkát, – mondta Dempsey Walters-nek – sohasem adom fel."

## Pályafutása

### A kezdetek
Dempsey-t a Kakukktojás (Torch Song Trilogy) című film színpadi verziójának meghallgatásán fedezték fel. A meghallgatás sikeres volt, és a következő négy hónapot azzal töltötte, hogy a színtársulattal utazott Philadelphiában. Dempsey szerepelt az Overnight Success című tévéműsorban, melyben énekelt és zsonglőrködött. Ezután ismét utazott, a Brighton Beach Memoirs című színdarabban játszott főszerepet. Szintén szerepelt az Aranytó (On Golden Pond) című film színpadi verziójában, és a The Subject Was Roses című film feldolgozásában együtt játszott John Mahoney-val és Dana Ivey-val a New York-i Roundabout Theatre-ben.
Dempsey 21 évesen kapta első jelentősebb filmszerepét a Bum-bum kölyök (In the Mood) című filmben Beverly D’Angelo mellett. A film Ellsworth Wisecarver életéről szól, akinek kapcsolatai voltak idősebb, házas nőkkel. Ezután 1987-ben a Bérbarátnő álomáron (Can't Buy Me Love) című tinédzservígjátékban együtt játszott Amanda Petersonnal, majd 1988-ban Jennifer Connelly mellett szerepelt a Vannak lányok... (Some Girls) című filmben. 1989-ben Kirstie Alley-vel játszott főszerepet az Örömkölyökben (Loverboy), majd ugyanebben az évben a Szerelem albérletben (Happy Together) című filmben szerepelt Helen Slater mellett. A tinédzservígjátékok ahhoz vezettek, hogy Dempsey egy ideig mindig ugyanazt a szerepet játszotta, de végül a karrierje előrehaladtával el tudta kerülni az efféle szerepeket.

### Az 1990-es és a 2000-es évek
Dempsey számos jelentősebb alakítást nyújtott a tévében az 1990-es években; sokszor szerepelt olyan pilotokban, amelyeket nem vettek fel teljes évadra. Ilyen pilot volt a The Player és az About A Boy, melyekben főszerepet játszott. 1991-ben Meyer Lanskyt alakította a Négykezes géppisztolyra (Mobsters) című filmben. Az első jelentősebb televíziós szerepe egy visszatérő szerep volt a Will és Grace-ben. Ezután Aaron Brooks szerepét játszotta a Még egyszer és újra (Once & Again) című sorozatban. Dempsey-t 2001-ben Emmy-díjra jelölték „Legjobb férfi vendégszereplő (drámai tévésorozat)" kategóriában Aaron szerepéért. 1993-ban a fiatal John F. Kennedy szerepét játszotta a JFK. – Az ifjúság évei (JFK: Reckless Youth) című filmben. 2004-ben szerepelt a Vasakaratú angyalok (Iron Jawed Angels) című filmben. Ebben együtt játszott Hilary Swankkel és Anjelica Hustonnal. Vendégszereplőként jelent meg az Ügyvédek (The Practice) című sorozatban. Három epizódban szerepelt a befejező évadban, és egy olyan házas férfit alakított, aki megölte a szeretőjét.
Dempsey szerepelt a Mindenütt nő (Sweet Home Alabama) című filmben is, ahol Reese Witherspoon vőlegényét alakította. Játszott a Sikoly 3-ban is, melyben Kincaid nyomozót alakította. Amikor a Sikoly 4-et hivatalosan is meghirdették, úgy gondolták, hogy Dempsey is visszatér a filmbe. De 2010 áprilisában Kevin Williamson forgatókönyvíró azt nyilatkozta, hogy csak az a három főszereplő fog visszatérni, akik a másik három film mindegyikében főszerepet játszottak. Dempsey 2007-ben szerepelt a Bűbáj (Enchanted) című Disney-filmben és a Saját szavak (Freedom Writers) című Paramount Pictures-filmben is, amelyben ismét Hilary Swankkel játszott együtt. A Mackótestvér 2.-ben (Brother Bear 2) ő adta Kenai hangját.
Dempsey 2008-ban főszerepben játszott a Boldogító talán (Made of Honor) című filmben Tomként. Szerepelt a Valentin nap című 2010-es romantikus vígjátékban; ezt a filmet Garry Marshall rendezte. A film öt szorosan kapcsolódó történetet követ, melyekben a Los Angeles-i emberek alig várják a szerelem ünnepét, vagy éppen rettegnek tőle. Szintén játszott a Transformers 3. című 2011-es filmben.

### A Grace klinika
Dempsey akkor lett igazán elismert, amikor elkezdett játszani a Grace klinika (Grey's Anatomy) című drámában Dr. Derek Shepherdként. Mielőtt elvállalta ezt a szerepet, jelentkezett a Doktor House-ba is, ahol Dr. Gregory House szerepére pályázott. A sorozat egy idő múlva igen népszerű lett. A Dempsey által alakított Derek Shepherdet gyakran „McCsábítóként” emlegetik a sorozatban. A sorozat középpontjában Derek Shepherd és Meredith Grey kapcsolata áll (Meredithet Ellen Pompeo személyesíti meg).
2006-ban Dempsey-t Golden Globe-ra jelölték „Legjobb férfi színész (drámai tévésorozat)" kategóriában a szerepéért. A sorozattal szerzett sikere ahhoz vezetett, hogy a Mazda és a State Farm Insurance reklámemberévé vált. A nyolcadik évadot illetően Dempsey ezt nyilatkozta: „Nekem ez lesz az utolsó. A többi szereplőről nem tudok. De számomra vége van." De miután ez a kijelentés felkavarta rajongókat, a színész szóvivője azt nyilatkozta, hogy Dempsey kijelentését kissé félreértelmezték. A nyilatkozatával arra utalt, hogy a szerződése le fog járni a nyolcadik évad végén, és még bizonytalan, hogy mit fog tenni.

### Más tevékenységek
A L’Oréal és a Versace arca is volt, sőt a Serengeti napszemüvegeket is reklámozta. 2008-ban megjelent az első Avon illata, az Unscripted, majd ennek sikerére 2009-ben jött a következő, a Patrick Dempsey 2. 2011-ben jelent meg a színész harmadik illata, a Life vagy más néven Legacy.

## Magánélete

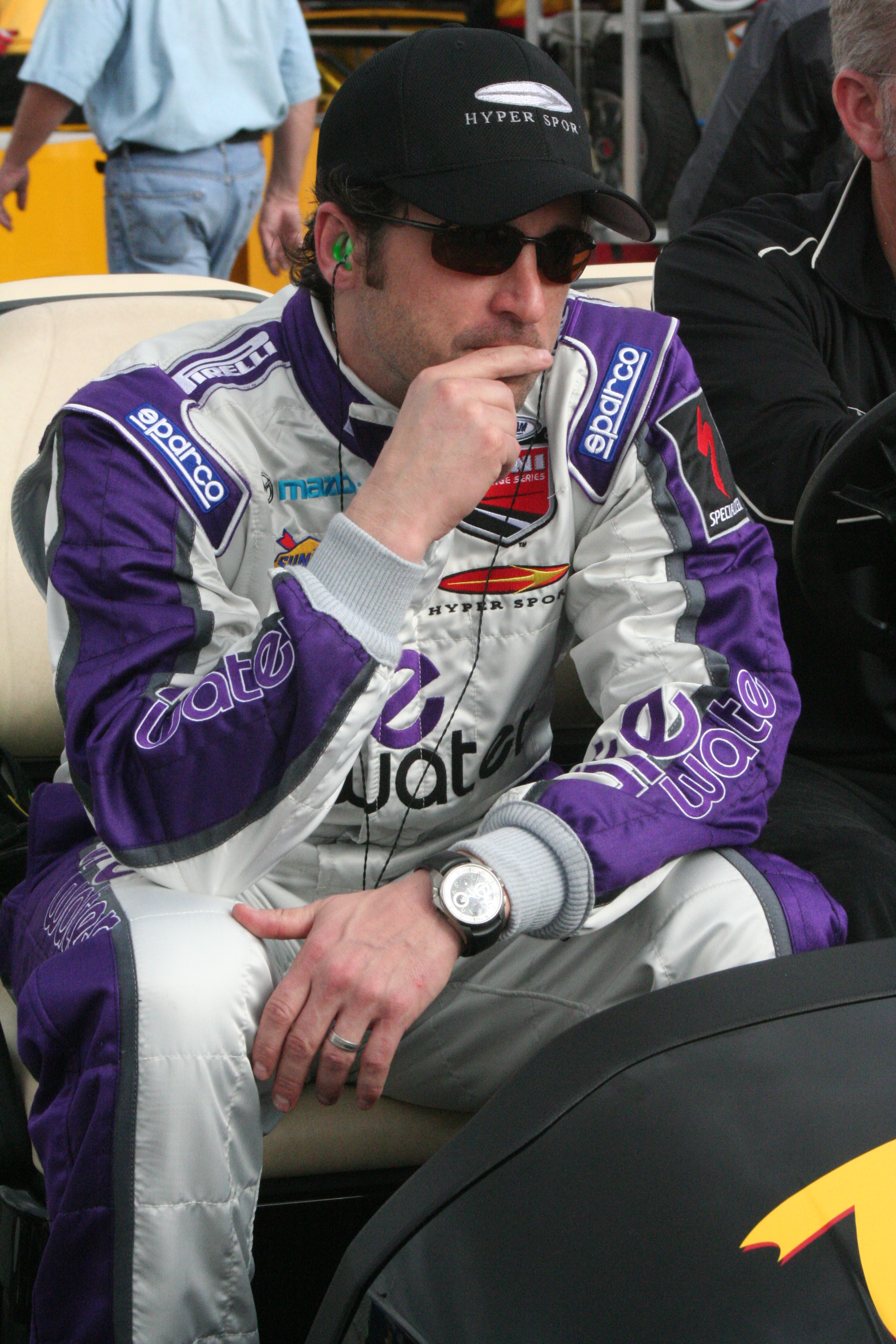
Dempsey a 2008-as Daytonai 24 órás autóversenyen

Dempsey kétszer volt házas. 1987-ben összeházasodott Rocky Parker színésznővel (született 1939. február 26-án), akivel a Bum-bum kölyök című film forgatásán találkoztak. A pár 1994-ben vált el.
1999. július 31-én Dempsey feleségül vette Jillian Fink sminkest. A párnak három gyermeke született: egy lány, Tallulah Fyfe (született 2002. február 20-án) és egy fiú ikerpár, Darby Galen és Sullivan Patrick (születtek 2007. február 1-jén). A család Malibuban tartózkodik, de van lakásuk Texasban is.

### Autóversenyzés

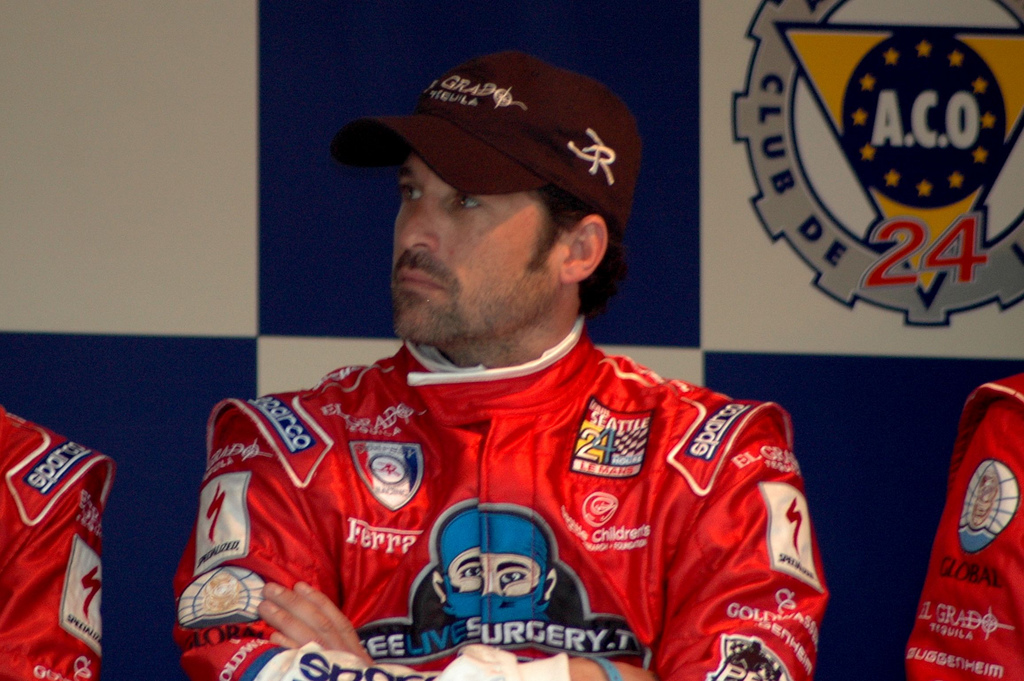
Dempsey a 2009-es Le Mans-i 24 órás versenyen

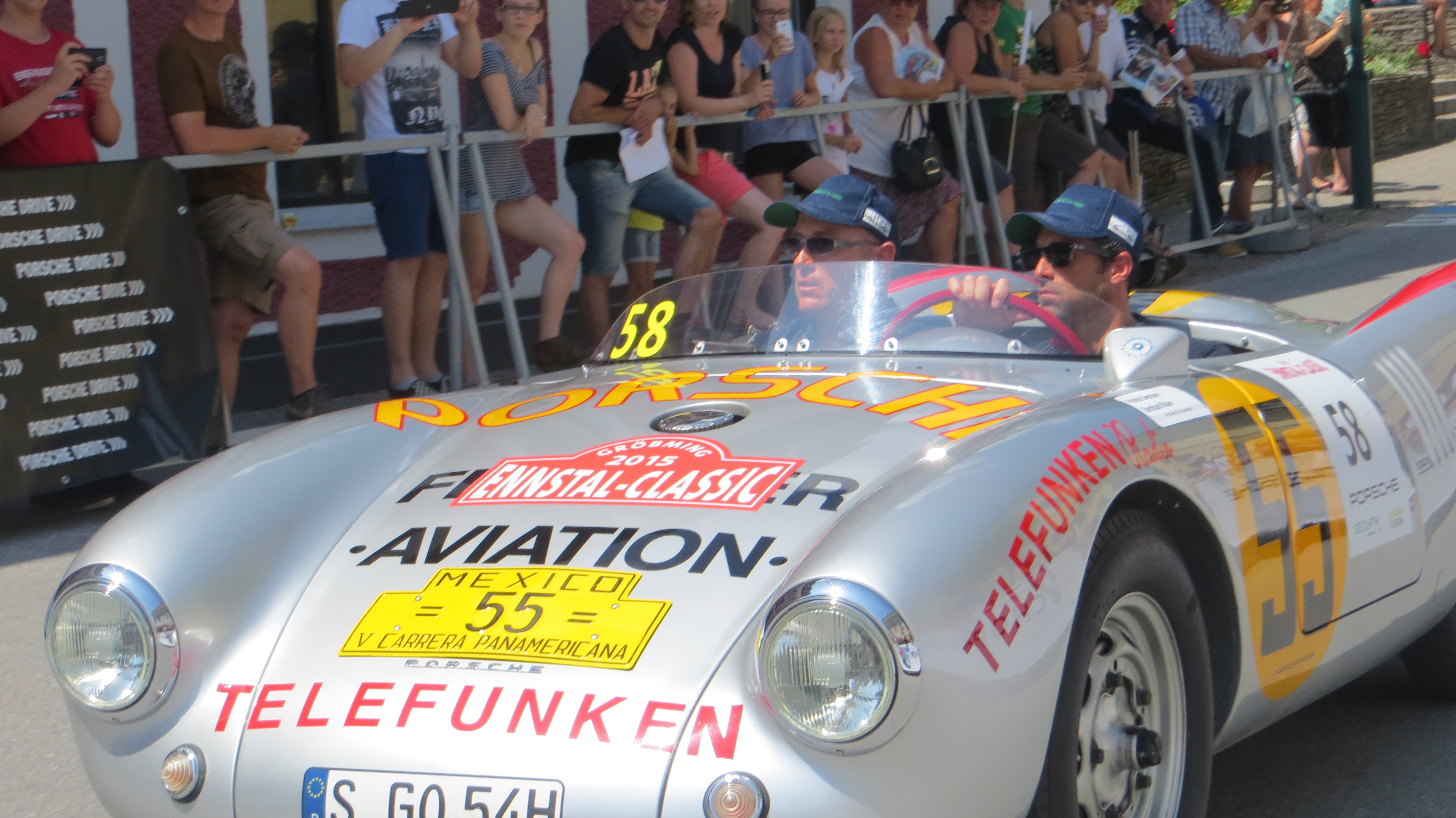
Patrick Dempsey a 2015-ös Ennstal-Classic-on egy Porsche 550 Spyder volánja mögött

Dempsey szabadidejében az autóversenyzést élvezi: vezette már a biztonsági autót az Indianapolisi 500-on; versenyzett a Daytonai 24 órás autóversenyen és a SCORE Baja 1000 terepversenyen is. Jelenleg ő az egyik tulajdonosa az IndyCar Series versenyen a Vision Racing csapatnak, a GRAND-AM Rolex Sports Car Series versenyen pedig a Dempsey Racing csapatnak, mely jelenleg két Mazda RX-8 autóval versenyzik a GT osztályon.
2009-ben a Team Seattle nevű csapatban a 2009-es Le Mans-i 24 órás verseny GT2 osztályán egy Ferrari F430 GT-t vezetett, és a kilencedik helyen végzett. Dempsey versenyzett a 2011-es Daytonai 24 órás autóversenyen egy Mazda RX-8 autóval, és a harmadik helyen végzett a GT osztályon.
Dempsey a sportautó-gyűjteményéről is híres.

### Patrick Dempsey Center for Cancer Hope & Healing
Magyarul: Patrick Dempsey Rákközpont a Reményért és a Gyógyulásért
1997-ben Dempsey édesanyját petefészekrákkal diagnosztizálták. Kezelték, de kétszer visszaesett, és megint kezelték kétszer. Az anyja betegsége következtében Dempsey hozzájárult, hogy a szülővárosában, a Maine állami Lewistonban létrehozhassák a Patrick Dempsey Rákközpontot a Central Maine Medical Centerben.

### Dempsey Challenge
2009 októberében rendezték meg az első Dempsey Challenge-et, melyen 3500 kerékpáros, futó és sétáló vett részt. Az eseményen több mint egymillió dollárt gyűjtöttek össze a Patrick Dempsey Rákközpontnak. A színész édesanyja ott volt a tömegben, amikor Dempsey befejezte az 50 mérföldes távot. A Challenge azóta egy Maine állami, évente megrendezésre kerülő októberi eseménnyé vált.

## Filmográfia

### Film
| Év   | Magyar cím              | Eredeti cím                        | Szerep                                 | Magyar hang         |
| ---- | ----------------------- | ---------------------------------- | -------------------------------------- | ------------------- |
| 1985 |                         | The Stuff                          | vásárló (stáblistán nincs feltüntetve) |                     |
| 1985 | Fiúiskola               | Heaven Help Us                     | Corbet                                 |                     |
| 1986 |                         | Meatballs III: Summer Job          | Rudy                                   |                     |
| 1987 | Bérbarátnő álomáron     | Can't Buy Me Love                  | Ronald Miller                          | Bolba Tamás         |
| 1987 | A bum-bum kölyök        | In the Mood                        | Ellsworth „Sonny" Wisecarver           | Bolba Tamás         |
| 1987 | A bum-bum kölyök        | In the Mood                        | Ellsworth „Sonny" Wisecarver           | Bor Zoltán          |
| 1988 | Vannak lányok…          | Some Girls                         | Michael                                | Dányi Krisztián     |
| 1988 |                         | In a Shallow Grave                 | Potter Daventry                        |                     |
| 1989 | Örömkölyök              | Loverboy                           | Randy Bodek                            | Schnell Ádám        |
| 1989 | Szerelem albérletben    | Happy Together                     | Christopher Wooden                     | Weil Róbert         |
| 1990 | Régi idők kocsija       | Coupe de Ville                     | Robert „Bobby" Libner                  | Csőre Gábor         |
| 1991 | Négykezes géppisztolyra | Mobsters                           | Meyer Lansky                           | Schnell Ádám        |
| 1991 |                         | Run                                | Charlie Farrow                         |                     |
| 1993 | Elbaltázott bankrablás  | Bank Robber                        | Billy                                  |                     |
| 1993 |                         | Face the Music                     | Charlie Hunter                         |                     |
| 1994 | Tanulj, tinó!           | With Honors                        | Everett Calloway                       | Görög László        |
| 1994 | Ellopott elefánt        | Ava's Magical Adventure            | Jeffrey                                | F. Nagy Zoltán      |
| 1995 | Vírus                   | Outbreak                           | Jimbo Scott                            | Csonka András       |
| 1997 | Pancsolj, pancser!      | Hugo Pool                          | Floyd Gaylen                           | Haás Vander Péter   |
| 1998 | Szex a lelke mindennek  | Denial                             | Sam                                    | Zámbori Soma        |
| 1998 | Kéjek háza              | The Treat                          | Mike                                   |                     |
| 1998 | Szellem a dobozból      | There's No Fish Food in Heaven     | Az Idegen                              |                     |
| 1999 | Ízi rájdersz            | Me and Will                        | Fast Eddie                             |                     |
| 2000 | Sikoly 3.               | Scream 3                           | Mark Kincaid nyomozó                   | Imre István         |
| 2002 | Mindenütt nő            | Sweet Home Alabama                 | Andrew Hennings                        | Selmeczi Roland     |
| 2002 | Császárok klubja        | The Emperor's Club                 | id. Louis Masoudi                      | Damu Roland         |
| 2002 |                         | Rebellion                          | Tyler Rae                              |                     |
| 2006 | Mackótestvér 2.         | Brother Bear 2                     | Kenai (hangja)                         | Hevér Gábor         |
| 2006 |                         | Shade (rövidfilm)                  | Paul Parker                            |                     |
| 2007 | Saját szavak            | Freedom Writers                    | Scott Casey                            | Rajkai Zoltán       |
| 2007 | Bűbáj                   | Enchanted                          | Robert Philip                          | Czvetkó Sándor      |
| 2008 | A boldogító talán       | Made of Honor                      | Tom Bailey                             | Rajkai Zoltán       |
| 2010 | Valentin nap            | Valentine's Day                    | Dr. Harrison Copeland                  | Rajkai Zoltán       |
| 2011 | Transformers 3.         | Transformers: The Dark of the Moon | Dylan Gould                            | Rajkai Zoltán       |
| 2011 | Bankcsapda              | Flypaper                           | Tripp                                  | Széles Tamás        |
| 2016 | Bridget Jones babát vár | Bridget Jones's Baby               | Jack Qwant                             | Rajkai Zoltán       |
| 2022 | Bűbáj 2. – Kiábrándulva | Disenchanted                       | Robert Philip                          | Czvetkó Sándor      |
| 2022 | Bűbáj 2. – Kiábrándulva | Disenchanted                       | Robert Philip                          | Barát Attila (ének) |
| 2023 | Ferrari                 | Ferrari                            | Piero Taruffi                          | Rajkai Zoltán       |
| 2023 | Hullaadás               | Thanksgiving                       | Eric Newlon seriff                     | Rajkai Zoltán       |

### Televízió
| Év        | Magyar cím                          | Eredeti cím                              | Szerep                 | Magyar hang       | Megjegyzések            |
| --------- | ----------------------------------- | ---------------------------------------- | ---------------------- | ----------------- | ----------------------- |
| 1986      | A döntés joga                       | A Fighting Choice                        | Kellin Taylor          |                   | tévéfilm                |
| 1986      |                                     | Fast Times                               | Mike Damone            |                   | 7 epizód                |
| 1989      |                                     | The Super Mario Bros. Super Show!        | A Növény               |                   | 1 epizód                |
| 1992      |                                     | The General Motors Playwrights Theater   | James                  |                   | 1 epizód                |
| 1993      | Oltári vendég                       | For Better and for Worse                 | Robert Faldo           |                   | tévéfilm                |
| 1993      | JFK. – Az ifjúság évei              | JFK: Reckless Youth                      | John F. Kennedy        |                   | minisorozat (2 epizód)  |
| 1995      |                                     | Bloodknot                                | Tom                    |                   | tévéfilm                |
| 1996      |                                     | The Right to Remain Silent               | Tom Harris             |                   | tévéfilm                |
| 1996      |                                     | A Season in Purgatory                    | Harrison Burns         |                   | minisorozat             |
| 1997      | Nemo kapitány és a víz alatti város | 20,000 Leagues Under the Sea             | Pierre Arronax         | Fazekas István    | minisorozat (2 epizód)  |
| 1997      | Eszeveszetten (A szökés)            | The Escape                               | Clayton                | Selmeczi Roland   | tévéfilm                |
| 1997      |                                     | The Player                               | Griffin Mill           |                   | tévéfilm                |
| 1997      |                                     | Odd Jobs                                 | ismeretlen szerep      |                   | tévéfilm                |
| 1998      | Jeremiás                            | Jeremiah                                 | Jeremiás               | Forgács Péter     | tévéfilm                |
| 1998      | Bűn és bűnhődés                     | Crime and Punishment                     | Rogyion Raszkolnyikov  | Galambos Péter    | tévéfilm                |
| 2000–2001 | Will és Grace                       | Will and Grace                           | Matthew                |                   | 3 epizód                |
| 2000–2002 | Még egyszer és újra                 | Once and Again                           | Aaron Brooks           |                   | 4 epizód                |
| 2001      | A szexbomba                         | Blonde                                   | Cass                   | Karácsonyi Zoltán | minisorozat (2 epizód)  |
| 2001      |                                     | Chestnut Hill                            | Michael Eastman        |                   | tévéfilm                |
| 2003      |                                     | Lucky 7                                  | Peter Connor           |                   | tévéfilm                |
| 2003      | Karen Sisco – Mint a kámfor         | Karen Sisco                              | Carl Lokens            |                   | 1 epizód                |
| 2003      |                                     | About a Boy                              | Will                   |                   | tévéfilm                |
| 2004      | Vasakaratú angyalok                 | Iron Jawed Angels                        | Ben Weissman           | Zámbori Soma      | tévéfilm                |
| 2004      | Ügyvédek                            | The Practice                             | Dr. Paul Stewart       |                   | 3 epizód                |
| 2005–2021 | A Grace klinika                     | Grey's Anatomy                           | Dr. Dr. Derek Shepherd | Rajkai Zoltán     | főszereplő              |
| 2009      | Doktor Addison                      | Private Practice                         | Dr. Dr. Derek Shepherd |                   | 1 epizód                |
| 2014      | Phineas és Ferb                     | Phineas and Ferb                         | Paolo Vanderbeek       |                   | 1 epizód                |
| 2017      |                                     | Red Nose Day Actually                    | Sarah férje            |                   | rövidfilm               |
| 2018      |                                     | The Truth About the Harry Quebert Affair | Harry Quebert          |                   | minisorozat (10 epizód) |
| 2020–2022 | Ördögi játszmák                     | Devils                                   | Dominic Morgan         | Rajkai Zoltán     | főszereplő              |

## Fontosabb díjak és jelölések
A Grace klinika
- Screen Actors Guild-díj: Legjobb drámai tévésorozat (2007)
- People's Choice-díj: Kedvenc férfi szereplő (televízió) (2007, 2008)
- Jelölés – Screen Actors Guild-díj: Legjobb férfi szereplő (drámai tévésorozat) (2005)
- Jelölés – Golden Globe-díj: Legjobb férfi szereplő (drámai tévésorozat) (2005, 2006)
- Jelölés – Screen Actors Guild-díj: Legjobb drámai tévésorozat (2006, 2008)
- Jelölés – People's Choice-díj: Kedvenc férfi szereplő (televízió) (2009)

Még egyszer és újra
- Jelölés – Emmy-díj: Legjobb férfi vendégszereplő (drámai tévésorozat) (2000)